# Corregimiento de Melipilla
La provincia de Melipilla, o corregimiento de Melipilla, era una división territorial del Imperio español dentro de la Capitanía General de Chile. 
Fue creada debido a la fundación de la Villa de San José de Logroño (1742). Estaba a cargo de un corregidor, quién presidía el Cabildo de la villa. En 1786, se convierte en el Partido de Melipilla.